# Tangara larvata
Tangara larvata là một loài chim trong họ Thraupidae.